# Sovetscoe
Sovetscoe (in russo Советское)  è un comune della Moldavia controllato dalla autoproclamata repubblica di Transnistria. È compreso nel distretto di Rîbnița.

## Località
Il comune è formato dall'insieme delle seguenti località:
- Sovetscoe (Советское)
- Vasilievca (Васильевка)